# Malthonica lehtineni
Malthonica lehtineni  (лат.) — вид воронковых пауков рода Malthonica из семейства Agelenidae. Обитает в Закавказье: Азербайджан.

## Описание
Мелкого размера пауки, длина самцов до 5,6 мм. Длина головогруди самца 2,5 мм (ширина 1,9 мм). Головогрудь жёлтая с серым узором. Хелицеры коричневые, ноги жёлтые, брюшко серое.
Вид Malthonica lehtineni был впервые описан в 2005 году арахнологами Элхином Гусейновым (Elchin F. Guseinov, Институт зоологии АН Азербайджана, Баку, Азербайджан), Юрием М. Марусиком (Институт биологических проблем Севера ДВО РАН, Магадан, Россия) и Сеппо Копоненом (Seppo Koponen, Zoological Museum, University of Turku, Турку, Финляндия) вместе с видами M. lenkoranica, M. nakhchivanica и M. pseudolyncea Guseinov, Marusik & Koponen, 2005.
Таксон Malthonica lehtineni включён в род Malthonica вместе с видами M. podoprygorai, M. rilaensis и M. silvestris. Видовое название M. lehtineni дано в честь крупного финского арахнолога Пекка Лехтинена (Dr. Pekka T. Lehtinen, Финляндия).